# Pere Coll (músic)
Pere Coll (? - Barcelona, 1595) va ser un compositor i organista català, deixeble de Pere Alberch i Vila.
Actualment no es conserva cap obra seva.

## Biografia
El 27 d'agost del 1562, Coll va rellevar a Onofre Martínez en el magisteri de la Seu de Vic, on va acceptar també el càrrec d'organista entre 1566-1570, "lo mestrat de cant ab sos drets hi pertinèncias per ha tres anys", gràcies a la recomanació de Pere Alberch i Vila.
A partir de 1566, assumeix el càrrec d'organista en substitució de Diego Ferrandiz, fins al 1570.
Passat tres anys, al 21 de gener de 1573 (a pesar d'una esporàdica residència en la seu de Tarragona, 16 d'agost de 1578) va regentar el magisteri de l'orgue a la basílica de Santa Maria del Mar de Barcelona.
Durant la seva estada barcelonina va gaudir de diversos beneficis i capellanies de les parròquies de Santa Maria de Mediona, Santa Maria de Vilafranca del Penedès, Nostra Senyora del Pi i de la mateixa capella Santa Maria del Mar (1584).
El 1591 va sol·licitar a la comunitat de presbiteris d'aquesta darrera la concessió d'un organista substitut al·legant motius d'edat i salut.